# Osigo
Osigo is een plaats (frazione) in de Italiaanse gemeente Fregona.